# Les Biches
Les Biches (deutsch: Die Hindinnen) ist der Titel eines einaktigen Balletts und einer Tanzsuite von Francis Poulenc aus dem Jahr 1923, das für den Komponisten die Anerkennung der Musikwelt brachte. In Auftrag gegeben wurde das Werk von Serge Diaghilev für die Ballets Russes. Die ursprüngliche Choreografie stammte von Bronislava Nijinska, Bühnenbild und Kostüme entwarf Marie Laurencin. Uraufgeführt wurde das Werk am 6. Januar 1924 im Kasino von Monte Carlo unter der Leitung von Édouard Flament. In Paris stand es ab dem 26. Mai des Jahres im Théâtre des Champs-Élysées auf dem Spielplan.

## Szenerie und Musik
Die Szenerie bildet ein Salon der 1920er Jahre, in dem etwa 20 mondäne Personen, junge Frauen, rauchend, und drei sportliche junge Männer kokettieren, flirten, sich vergnügen und tanzen. Im Mittelpunkt der Bühne befindet sich ein großes blaues Sofa, das vielfältig genutzt wird. Der Hintergrund ist weiß. Die Fassade dieser Menschen ist oberflächlicher Genuss, hinter der Kultiviertheit verbergen sich jedoch dunklere Gedanken und Intrigen.
Beeinflusst wurde Poulencs Musik durch die Surrealisten der 1920er Jahre, die in Literatur und Kunst das Traumhafte und Unwirkliche darstellten. Der fremdartige Titel für die Ballettmusik Les biches lässt sich auf die Gemälde von jungen Frauen, die Antoine Watteau im Parc aux Biches von König Ludwig XV. malte, zurückführen, der Titel soll Poulenc im Taxi eingefallen sein. Der Komponist gehörte zu der Groupe des Six, die der modernen deutschen Musikrichtung von Arnold Schönberg und Ferruccio Busoni einen Neoklassizismus entgegenstellte. Entsprechend ist seine Musik in Les Biches voller Anspielungen auf die traditionelle Musik des 19. Jahrhunderts, aber auch auf den Jazz und die Tanzmusik. 1939 schrieb Poulenc eine neue Orchestrierung für seine Ballettsuite, in der sie heute noch von zahlreichen Interpreten aufgeführt wird.
Das Werk gehört unter anderem zum Repertoire des New York City Ballets und  der Bayerischen Staatsoper München.

## Bilder
Les Biches besteht aus  einer Ouvertüre und fünf Bildern, deren Handlungen teilweise von einem Chor kommentiert werden:
1. Rondeau, très lent - subito allegro molto (Rondo, sehr langsam, dann sehr heiter und schnell) und Chanson dansée: Qu'est-ce qu'Amour? (Tanzlied: Was ist die Liebe?): Die jungen Leute kokettieren und unterhalten sich, doch hinter der sorglosen Fassade verbergen sich dunklere Gedanken. Drei junge gebräunte sportliche Männer erscheinen und präsentieren sich wie junge Hähne im Hühnerhof
2. Adagietto (sehr ruhig) und Jeu: J'ai quatre filles à marier! (Spiel: Ich habe vier Mädchen zum Verheiraten!): Das aufreizende Mädchen in Blau gleitet auf die Bühne und erweckt die Aufmerksamkeit eines der jungen Männer, beide ziehen sich zurück.
3. Rag-Mazurka – presto (Rag-Mazurka, schnell): Großer Auftritt der Dame des Hauses, sie trägt übertriebenen Perlenschmuck und eine überlange Zigarettenspitze. Alle schauen auf sie, die nicht mehr jung, aber gesund und elegant ist. Sie gleitet verführerisch auf das blaue Sofa und die beiden jungen Männer werben um ihre Aufmerksamkeit. Nach dem Spielen mit deren Avancen läuft sie weg, verfolgt von den beiden Männern.
4. Andantino (etwas schneller schreitend) und Petite chanson dansée : J'ai un joli laurier! (Kleines Tanzlied: Ich trage schönen Lorbeer): Der erste junge Mann kommt mit dem Mädchen in Blau zurück, sie tanzen einen Pas de deux und er trägt sie in Schulterhöhe hinaus.
5. Finale – presto (schnell): Die Bühne füllt sich und das Fest bekommt jetzt Schwung.[4]

## Weblink
- Les Biches mit den Ambrosian Singers, dem Philharmonia Orchestra, London unter der Leitung von Georges Prêtre